# Francisco Pineda
Francisco Pineda (Malaga, 31 gennaio 1959) è un ex calciatore spagnolo, di ruolo attaccante.

## Carriera
Con il Real Madrid vinse nel 1982 una Coppa di Spagna e nel 1985 una Coppa Uefa ed una Coppa di Lega. Nel 1986 vinse un'altra Coppa di Spagna con il Saragozza.

## Palmarès

### Club

#### Competizioni nazionali
- Coppa di Spagna: 2

Real Madrid: 1981-1982
Saragozza: 1985-1986
- Copa de la Liga: 1

Real Madrid: 1985

#### Competizioni internazionali
- Coppa UEFA: 1

Real Madrid: 1984-1985